# 61 Девы
61 Де́вы (лат. 61 Virginis) — двойная звезда в созвездии Девы на расстоянии приблизительно 28 световых лет (около 8,5 парсек) от Солнца. Возраст звезды определён как около 6,35 млрд лет.
Вокруг звезды обращается, как минимум, три планеты.

## Характеристики
Первый компонент (HD 115617A) — жёлтый карлик спектрального класса G5V, или G5, или G5V-G7V, или G6V, или G6,5V, или G7V. Визуальная звёздная величина звезды — +4,74m. Масса — около 0,98 солнечной, радиус — около 0,98 солнечного, светимость — около 0,836 солнечной. Эффективная температура — около 5562 K.
Второй компонент (HD 115617B). Визуальная звёздная величина звезды — +10,73m. Удалён на 387,7 угловой секунды.

## Описание
Содержание тяжёлых элементов у 61 Девы лишь на 6 % меньше, чем у Солнца.
С этой звездой связана примечательная история. В древности 61 Девы и 63 Девы считались двойной системой. В X веке астроном Ас-Суфи называет звёзды 61 Девы и 63 Девы «двойной». То же делает и Улугбек в XV веке. Но уже в XVI веке Тихо Браге считает её одиночной, и в дальнейшем никто не может заметить у этой звезды никакой «двойственности». Это объясняется тем, что 61 Девы, которая две тысячи лет назад находилась в близком видимом соседстве со звездой 63 Девы, благодаря большому собственному движению удалилась на 2,5° к юго-западу. Подобные звёзды, не составляющие единой физической системы и лишь случайно проектирующиеся на небесную сферу почти в одном и том же направлении, называются оптическими двойными.

## Планетная система
Планета с жидкой водой в системе 61 Девы должна иметь радиус орбиты около 0,9 а.е.
Первые исследования небольших колебаний угловой скорости звезды говорили о наличии на орбите около 10 а.е. коричневого карлика или крупной планеты (20-80 масс Юпитера) с периодом не более 50 лет. Однако последующие исследования не выявили никаких компаньонов.
Однако уже в декабре 2009 года две независимые группы исследователей из Калифорнийского университета и Института Карнеги заявили об открытии у звезды 61 Девы планетной системы, состоящей как минимум из трёх планет, масса каждой из которых составляет от 5 до 25 земных. Предшествующие исследования телескопом Спитцер показали наличие холодного пылевого облака вокруг звезды на расстоянии, примерно в два раза превосходящем средний радиус орбиты Плутона. Эти данные, по мнению учёных, позволяют предполагать наличие в системе 61 Девы планет, подобных Земле. Исследования, вероятно, будут продолжены с помощью телескопа Automated Planet Finder.
В 2019 году учёными, анализирующими данные проектов Hipparcos и Gaia, у звезды обнаружена планета HIP 64924 e.

## Ближайшее окружение звезды
В пределах 10 световых лет от 61 Девы находятся следующие звёздные системы:
| Звезда    | Спектральный класс | Расстояние, св. лет |
| L 763-63  | K2 V               | 4,6                 |
| Росс 695  | M4 V               | 6,4                 |
| LP 734-32 | M V                | 8,9                 |